# NGC 280

NGC 280

NGC 280 هي مجرة تتبع كوكبة المرأة المسلسلة. اكتشفها ويليام هيرشل في 5 ديسمبر 1785.

## روابط خارجية
- NGC 280 على موقع ويكي سكاي: DSS2, SDSS, GALEX, IRAS, Hydrogen α, X-Ray, Astrophoto, Sky Map, Articles and images